# 新井利明
新井 利明（あらい としあき、1953年〈昭和28年〉10月24日 - ）は、日本の政治家。元群馬県藤岡市長（4期）。

## 来歴
群馬県多野郡万場町（現・神流町）出身。法政大学卒業。元内閣総理大臣・福田赳夫の秘書を経て、福田康夫の秘書となる。福田が森内閣・小泉内閣で内閣官房長官を務めた際には、内閣官房長官秘書官として福田を支えた。
2002年、藤岡市長選挙に出馬し初当選を果たした。2014年、藤岡市長選挙で4期目の当選。
ほかに、財団法人藤岡市文化振興事業団理事長、財団法人群馬県下水道公社理事、多野藤岡医療事務市町村組合管理者、藤岡市観光協会会長、多野藤岡広域市町村圏振興整備組合理事長、財団法人群馬県防犯協会理事、財団法人群馬県防犯協会多野藤岡支部長、藤岡市夏期大学実施委員会会長などの要職を歴任した。
2023年11月3日、秋の叙勲で旭日小綬章を受章。